# قمشی، ازبکستان
قمشی (به ازبکی: Qamashi}} یک منطقهٔ مسکونی در ازبکستان است که در شهرستان قمشی واقع شده‌است. قمشی ۳۳٬۸۰۰ نفر جمعیت دارد.